# Deniss Kačanovs
Deniss Kačanovs (ur. 27 listopada 1979 w Rydze) – łotewski piłkarz grający na pozycji obrońcy, reprezentant Łotwy, w kadrze zadebiutował w 2006 roku. Od wiosny 2011 roku zawodnik klubu Skonto FC.